# Palora

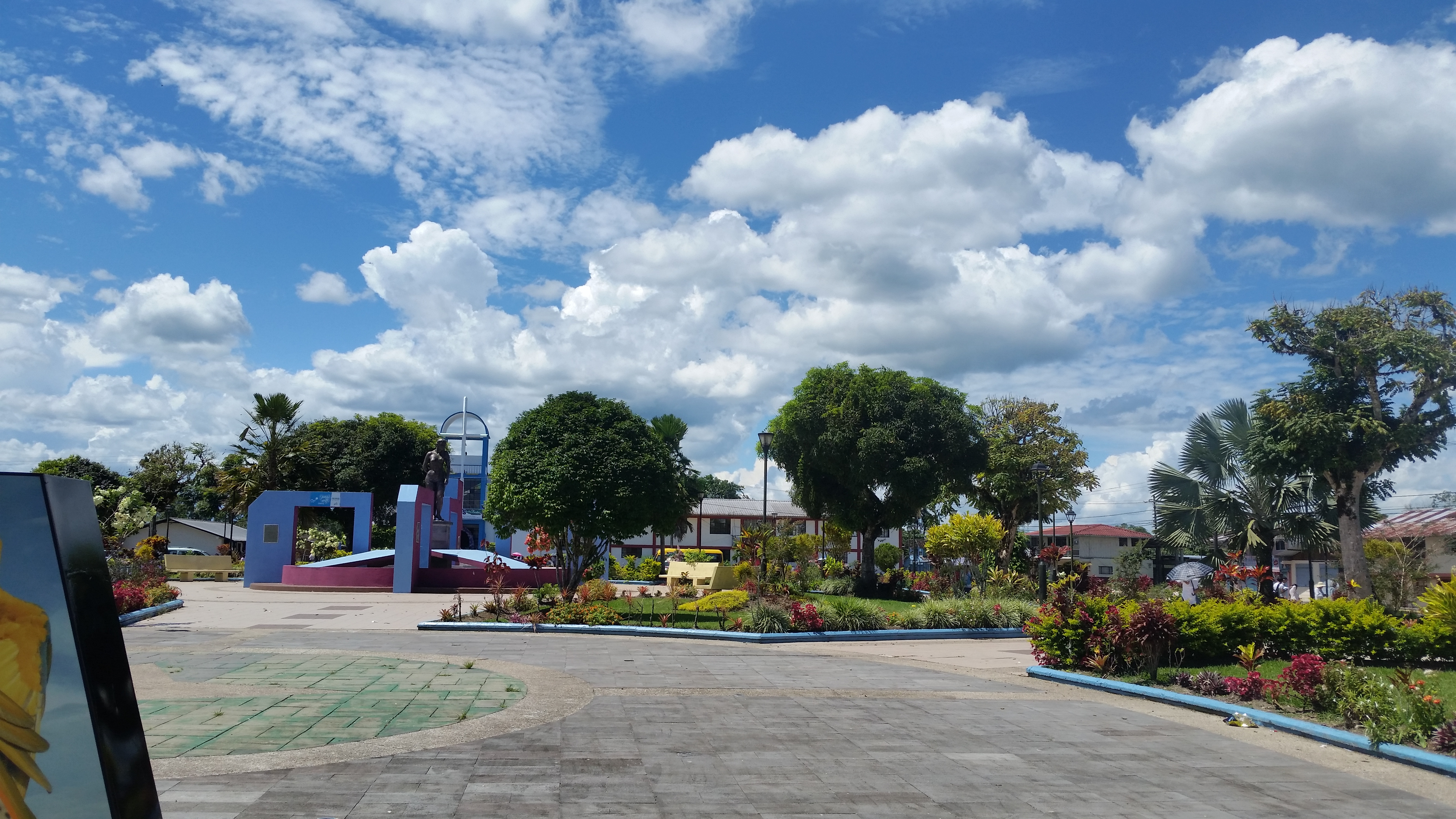
Parque Central de Palora

Palora ist eine Ortschaft und die einzige Parroquia urbana im Kanton Palora der ecuadorianischen Provinz Morona Santiago. Die Parroquia besitzt eine Fläche von 124 km². Beim Zensus 2010 wurden 3947 Einwohner gezählt. Davon wohnten 3152 Einwohner im Hauptort.

## Lage
Die Parroquia Palora liegt in der vorandinen Zone am Rande des Amazonasbeckens. Das Gebiet hat eine Längsausdehnung in Ost-West-Richtung von eta 18,5 km sowie eine mittlere Breite von 5 km. Der Río Pastaza fließt entlang der nördlichen und nordöstlichen Verwaltungsgrenze nach Osten. Dessen rechte Zuflüsse Río Chuya Llushin und Río Llushin begrenzen das Areal im Westen. Der etwa 880 m hoch gelegene Hauptort Palora befindet sich 69 km nordnordöstlich der Provinzhauptstadt Macas. Eine 23 km lange Nebenstraße führt von Palora in östlicher Richtung nach Mushallacta, Hauptort der Parroquia Simón Bolívar, und zur Fernstraße E45 (Macas–Puyo).
Die Parroquia Palora grenzt im Norden und im Nordosten an die Provinz Pastaza mit den Parroquias Madre Tierra (Kanton Mera) und Pomona (Kanton Pastaza), im Osten an die Parroquia 16 de Agosto, im Süden an die Parroquia Sangay sowie im Westen und im Nordwesten an die Parroquia Cumandá.

## Geschichte
Der Ort hieß anfangs "Metzeras". Die Parroquia Metzeras wurde am 6. September 1967 gegründet. Mit der Schaffung des Kantons Palora am 2. Januar 1992 wurde Metzeras eine Parroquia urbana und Sitz der Kantonsverwaltung. Ort und Parroquia nahmen den Namen des Kantons an.